# Shameless (serie televisiva 2011)
Shameless è una serie televisiva statunitense prodotta dal 2011 al 2021 e trasmessa in prima visione negli Stati Uniti dal canale via cavo Showtime.
È basata sull'omonima serie britannica del 2004, ideata da Paul Abbott, ed è stata sviluppata per il pubblico statunitense da John Wells. Tra i produttori e sceneggiatori della serie sono presenti gli attori Alex Borstein e Mike O'Malley.
In Italia è andata in onda in anteprima pay sui canali Mediaset Premium dal 10 ottobre 2011 e in chiaro sulle reti Mediaset dal 27 maggio 2013.

## Trama
South Side di Chicago. I Gallagher sono una famiglia povera e disfunzionale, composta dal padre Frank, alcolista e drogato, e dai sei figli. Frank non riesce a comportarsi da padre, tanto che passa la maggior parte del suo tempo nel bar di Kevin, compagno di Veronica, loro vicini di casa e molto amici della famiglia. È quindi Fiona, la figlia maggiore, a sobbarcarsi il peso della famiglia fin dalla giovane età, anche se molto spesso è costretta a ricorrere a metodi non convenzionali per sbarcare il lunario e prendersi cura dei suoi fratelli. In ordine di età nella famiglia seguono: Lip, un ragazzo dall'intelligenza acuta, ma facile alle dipendenze e alle occasioni mancate; Ian, alle prese con la sua omosessualità e affetto da disturbo bipolare, ma sotto controllo e in seguito curato; Debbie, una ragazza madre intraprendente e testarda, ma molto particolare; Carl, un ribelle, e Liam, il più piccolo della famiglia.

## Episodi
| Stagione            | Episodi | Prima TV USA | Prima TV Italia |
| ------------------- | ------- | ------------ | --------------- |
| Prima stagione      | 12      | 2011         | 2011            |
| Seconda stagione    | 12      | 2012         | 2012            |
| Terza stagione      | 12      | 2013         | 2013            |
| Quarta stagione     | 12      | 2014         | 2014            |
| Quinta stagione     | 12      | 2015         | 2015            |
| Sesta stagione      | 12      | 2016         | 2016            |
| Settima stagione    | 12      | 2016         | 2017            |
| Ottava stagione     | 12      | 2017-2018    | 2018            |
| Nona stagione       | 14      | 2018-2019    | 2019            |
| Decima stagione     | 12      | 2019-2020    | 2020            |
| Undicesima stagione | 12      | 2020-2021    | 2021            |

## Personaggi e interpreti
- Frank Gallagher (stagioni 1-11), interpretato da William H. Macy, doppiato da Saverio Indrio.
- Fiona Gallagher (stagioni 1-9), interpretata da Emmy Rossum, doppiata da Domitilla D'Amico.
- Lip Gallagher (stagioni 1-11), interpretato da Jeremy Allen White, doppiato da Davide Perino.
- Ian Gallagher (stagioni 1-11), interpretato da Cameron Monaghan, doppiato da Manuel Meli.
- Debbie Gallagher (stagioni 1-11), interpretata da Emma Kenney, doppiata da Sara Labidi.
- Carl Gallagher (stagioni 1-11), interpretato da Ethan Cutkosky, doppiato da Francesco Ferri.
- Liam Gallagher (stagione 9-11, ricorrente 1-8), interpretato da Brennan e Blake Johnson, Brenden e Brandon Sims e da Christian Isaiah.
- Veronica Fisher (stagioni 1-11), interpretata da Shanola Hampton, doppiata da Rossella Acerbo.
- Kevin Ball (stagioni 1-11), interpretato da Steve Howey, doppiato da Roberto Gammino.
- Jimmy Lishman / Steve Wilton (stagioni 1-3, ricorrente 5, guest 4), interpretato da Justin Chatwin, doppiato da Emiliano Coltorti.
- Karen Jackson (stagioni 1-2, ricorrente 3), interpretata da Laura Slade Wiggins, doppiata da Veronica Puccio.
- Sheila Jackson (stagioni 1-5), interpretata da Joan Cusack, doppiata da Laura Romano.
- Mickey Milkovich (stagioni 3-5, 10-11; ricorrente 1-2, 7; guest 6, 9), interpretato da Noel Fisher, doppiato da Mirko Cannella.
- Mandy Milkovich (stagioni 3-4, ricorrente 1-2, guest 5-6), interpretata da Jane Levy (st. 1) e da Emma Greenwell (st. 2-6), doppiata da Giulia Franceschetti.
- Jody Silverman (stagione 3, ricorrente 2), interpretato da Zach McGowan, doppiato da Gianfranco Miranda.
- Mike Pratt (stagione 4, ricorrente 3), interpretato da Jake McDorman, doppiato da Marco Vivio.
- Sammi Slott (stagione 5, ricorrente 4), interpretata da Emily Bergl, doppiata da Eleonora De Angelis.
- Svetlana Yevgenivna-Fisher (stagioni 7-8, ricorrente 4-6, guest 3) interpretata da Isidora Goreshter, doppiata da Cristina Poccardi.
- Ford Kellogg (stagione 9, ricorrente 8), interpretato da Richard Flood, doppiato da Giorgio Borghetti.
- Tami Tamietti (stagione 10-11, ricorrente 9), interpretata da Kate Miner, doppiata da Sophia De Pietro.

## Produzione
HBO comincia a sviluppare un adattamento destinato al pubblico statunitense di Shameless nel gennaio 2009, dopo avere firmato un accordo con il produttore John Wells. Nell'ottobre dello stesso anno, il progetto si sposta presso Showtime e nel mese successivo la casa di produzione di Wells dà il via libera per la realizzazione dell'episodio pilota: vengono quindi ingaggiati l'attore William H. Macy nel ruolo di Frank Gallagher, Joan Cusack, Emmy Rossum e Justin Chatwin. Dopo il positivo riscontro ottenuto dal pilot, nell'aprile 2010 Showtime ordina la produzione di una prima stagione completa.
Shameless debutta il 9 gennaio 2011, ottenendo nel corso degli anni costanti rinnovi fino alla nona stagione quando avviene l'unico cambiamento di rilievo nel cast, con l'uscita di scena della protagonista Emmy Rossum al termine di essa; in precedenza anche Cameron Monaghan  lascia temporaneamente la serie dopo i primi sei episodi della stessa stagione, ricomparendo dapprima come guest nel quattordicesimo episodio e tornando poi nel cast fisso a partire dalla decima stagione. Tali eventi non incidono nell'immediato sulla produzione di Shameless, proseguita fino al 2020 quando Showtime, nell'annunciare il rinnovo per l'undicesima stagione, ufficializza la sua conclusione al termine della stessa.
Le riprese per la stagione finale, che originariamente avrebbe dovuto essere trasmessa nel corso dell'estate 2020, sono state posticipate a settembre dello stesso anno a causa della pandemia di COVID-19.

## Colonna sonora
Il tema della sigla d'apertura è la canzone The Luck You Got del gruppo indie rock The High Strung.

## Riconoscimenti
Premio Emmy
- 2014 Candidatura per il miglior attore protagonista in una serie commedia a William H. Macy
- 2014 Candidatura per la miglior attrice guest star in una serie commedia a Joan Cusack
- 2015 Miglior attrice guest star in una serie commedia a Joan Cusack
- 2015 Candidatura per il miglior attore protagonista in una serie commedia a William H. Macy
- 2016 Candidatura per il miglior attore protagonista in una serie commedia a William H. Macy
- 2017 Candidatura per il miglior attore protagonista in una serie commedia a William H. Macy
- 2018 Candidatura per il miglior attore protagonista in una serie commedia a William H. Macy

Screen Actors Guild Award
- 2015 Miglior attore protagonista in una serie commedia a William H. Macy
- 2016 Candidatura Miglior attore protagonista in una serie commedia a William H. Macy
- 2017 Miglior attore protagonista in una serie commedia a William H. Macy
- 2018 Miglior attore protagonista in una serie commedia a William H. Macy

Critics' Choice Television Award
- 2012 Candidatura per la Miglior attrice in una serie TV drammatica a Emmy Rossum
- 2012 Candidatura per la Miglior guest star in una serie tv drammatica a Chloe Webb
- 2014 Candidatura per la Miglior attrice in una serie TV Commedia a Emmy Rossum
- 2014 Candidatura per il miglior attore protagonista in una serie commedia a Jeremy Allen White
- 2015 Candidatura per il miglior attore protagonista in una serie commedia a Cameron Monaghan

Young Artist Awards
- 2015 Candidatura per la miglior performance in una serie televisiva - Giovane attore ricorrente di anni 11-16 a Tai Urban
- 2015 Candidatura per la miglior performance in una serie televisiva - Giovane attrice ricorrente di anni 14-16 a Danika Yarosh